# Горьковское (Омская область)
Го́рьковское (до 1936 года — Иконниковское) — рабочий посёлок в Омской области России, административный центр Горьковского района и Горьковского городского поселения. Ближайшая железнодорожная станция в 41 км в городе Калачинске.
Основан в 1776 году.
Население — 4784 чел. (2023 г.).

## Физико-географическая характеристика
Посёлок расположен в северной лесостепи, в пределах Барабинской низменности, относящейся Западно-Сибирской равнины, на высоте 111 метров над уровнем моря. В окрестностях посёлка распространены лугово-чернозёмные солонцеватые и солончаковые почвы и солонцы луговые. Территория слабо дренирована: реки в окрестностях посёлка отсутствуют, поверхностные осадки скапливаются в естественных понижениях рельефа местности.
По автомобильным дорогам расстояние до областного центра города Омск составляет около 92 км, до ближайшего города Калачинска — 41 км.

### Климат
Климат резко континентальный, со значительными перепадами температур зимой и летом (согласно классификации климатов Кёппена — влажный континентальный с прохладным летом (Dfb)). Многолетняя норма осадков — 402 мм. Наибольшее количество осадков выпадает в июле — 60 мм, наименьшее в марте — 13 мм. Среднегодовая температура положительная и составляет + 0,6° С, среднесуточная температура самого холодного месяца — января − 18,6° С, самого жаркого — июля + 19,2° С.

## История
Посёлок основан беглыми крестьянами как деревня Иконникова в 1776 году (по документам в 1814 году).
До 1878 года относилось к Омскому округу Тобольской губернии. С 1782 года входило в Серебрянскую волость Тюкалинского уезда Тобольской губернии.
3 июня 1862 года на средства прихожан началось строительство однопрестольной церкви в честь святой Живоначальной Троицы. Ранее деревня была приписана к церкви волостного центра села Серебряного.
В 1863 году становится селом. Жители возделывали пшеницу, рожь, ячмень, занимались молочным животноводством.
В 1866 году была освящена достроенная церковь. В 1897 году открыта церковно-приходская смешанная школа, позднее преобразованная в начальное народное сельское училище, не позднее 1900 года в министерскую школу.
В селе имеется с 1900 года хлебозапасной магазин, с этого же времени частная маслобойня, а с 1907 года —артельный маслозавод. Имелись частные и казённые торговые лавки.
В 1903 году село стало волостным центром Иконниковской волости Тюкалинского уезда.
Имелись ветряные мельницы (12 мельниц на 1912 год).  Жители села возделывали пшеницу, рожь, ячмень, было развито скотоводство и молочное животноводство.
В 1914 году открыт фельдшерский пункт. В 1916 году открыто почтовое отделение. В 1917 году организованы потребительское общество и кредитное товарищество. 
С 1917 года Иконниковская волость вошла в состав Калачинского уезда Омской губернии.
В 1920 году открыта изба-читальня. Церковь однопрестольная в честь святой живоначальной Троицы заложена на средства прихожан 3 июня 1862 года и освящена 10 октября 1866 года.
С 1924 года в селе работают паровая мельница, кузницы, кирпичный завод.
В 1925 году село становится районным центром Иконниковского района Омского округа Сибирского края. В 1936 году село Иконниковское переименовано в село Горьковское, а район в Горьковский (в честь Максима Горького).
В 1983 году в селе основан музей.
В 1986 году село преобразовано в рабочий посёлок.

## Население
Динамика численности населения по годам
| 1897 | 1922 | 1939 | 1959 |
| ---- | ---- | ---- | ---- |
| 596  | 1100 | 3103 | 3496 |

| 1939  | 1959  | 1970  | 1979  | 1989  | 2002  | 2009  |
| ----- | ----- | ----- | ----- | ----- | ----- | ----- |
| 3103  | ↗3496 | ↗4531 | ↗5601 | ↗6020 | ↘5713 | ↘5647 |
| 2010  | 2011  | 2012  | 2013  | 2014  | 2015  | 2016  |
| ↘5369 | ↗5372 | ↘5365 | ↗5377 | ↗5393 | ↗5437 | ↗5506 |
| 2017  | 2018  | 2019  | 2020  | 2021  | 2023  |       |
| ↘5451 | ↘5450 | ↘5405 | ↘5362 | ↘4838 | ↘4784 |       |

## Образование
Филиал БПОУ "Калачинский аграрно-технический техникум".
Обучение рабочим специальностям (профессиям):
1. Тракторист-машинист сельскохозяйственного производства.
2. Электромонтер по ремонту и обслуживанию электрооборудования 
В настоящее время в посёлке действуют несколько средних школ: Горьковская школа № 1, Горьковская школа № 2.
Идет строительство нового здания школы.
Один детский сад.
Из учреждений дополнительного образования в посёлке действуют Горьковская детская школа искусств, открытая в сентябре 1965 года и Центр развития творчества детей и юношества.

## Культура

### Обустройство
27 января 2017 года в Горьковском центре творчества состоялась презентация эскиза проекта реконструкции центральной площади посёлка Горьковское. Сам проект «вырос» из большого проекта благоустройства сельских территорий Омской области «Нам здесь жить». Новый проект объединяет в единое целое стоящие сегодня в центре здания с новыми газонами, скверами, детскими площадками, зонами отдыха. В центре обновленной площади предусмотрено место для фонтана. В сквере отдыха запланировано появление «Дерева города», которое должно стать центром открытой площадки для отдыха и проведения детских мероприятий.
В центре посёлке находится парк.

### Дом культуры
В рамках национального проекта «Культура» в Горьковском, как и в других районных центрах и сельских поселениях, началась реконструкция дома культуры. Обновленное здание поселкового клуба теперь дополняет архитектурное решение центра Горьковского. В 2017 году в Горьковском после реконструкции торжественно открыли дом культуры с современным кинозалом. Проект кинозала был выполнен в рамках сразу двух программ — кинофикации малых городов России и благоустройства районных центров Омской области.

### Музей
16 августа 1983 года Горьковский районный исполнительный комитет принял решение создать в селе Горьковском музей на общественных началах. По итогам работы в 1985 году музей признан победителем в областном смотре музеев, посвященном 40-летию Победы советского народа в Великой Отечественной войне и отмечен дипломом третьей степени. 1 января 1991 года Горьковский музей получил статус государственного музея. В 1992 году с целью сохранения собранного краеведческого материала райисполком принимает решение открыть на базе школьного музея села Серебряное филиал Горьковского музея. В 1995 году открываются филиалы в селе Октябрьское и посёлке Алексеевский. 
Сейчас музей располагается в одноэтажном здании постройки 1920-х годов. Экспозиция в хронологическом порядке отражает заселение и историческое развитие района,  этнографические материалы по культуре и хозяйству русского населения.

### Библиотеки
В посёлке работают две библиотеки: центральная районная и детская, образованные в 1952 году.

### Памятник, скульптура
- Мемориал Памяти воинов Великой Отечественной войны

- Памятник В. И. Ленину

- Памятник погибшим землякам

## Здравоохранение
В сфере здравоохранения в посёлке работают Горьковская районная больница, поликлиника. 
Работают аптеки.

## Спорт
В 2016 году в посёлке Горьковское состоялся финал 46-го сельского культурно-спортивного праздника «Королева спорта».
Из спортивных учреждений дополнительного образования в посёлке работает Горьковский детский оздоровительно-образовательный физкультурно-спортивный центр.
В начале марта 2022 года в рабочем поселке Горьковское прошел областной спортивно-культурный «Праздник Севера». В преддверии события «Праздник Севера» неподалёку от посёлка была подготовлена лыжная трасса и объекты, где предстояло разместить спортсменов и многочисленных гостей праздника.
Действует стадион «Юность».

## Религия
3 июня 1862 года в деревне Иконниково на каменном фундаменте был заложен деревянный однопрестольный храм, строился на средства прихожан и освящен 10 октября 1866 года. К началу 1910-х годов храм был расширен и капитально ремонтирован на пожертвования прихожан. В годы советской власти храм был закрыт, а приход прекратил свое существование.
В начале 2000-х годов в посёлке возобновилась приходская жизнь. В 2001 году в Горьковском был установлен закладной крест под строительство каменного храма во имя Пресвятой Троицы. 4 февраля 2003 года зарегистрирован приход строящегося храма, богослужения проходили в приспособленном помещении.
Храм был освящен 1 июля 2011 года митрополитом Омским Феодосием.

## Экономика
На начало 2000-х годов в Горьковском размещены предприятия и организации, обслуживающие район: строительные, ремонтные, транспортные, административно-хозяйственные, электронная и почтовая связь.
Размещены торговые точки, как кооперативных, так и коммерческих структур. Действуют торговые точки федеральных сетей магазинов «Магнит», «Пятёрочка», "Низкоцен".
Действуют два отделения банков — Россельхозбанк, Сбербанк.

## Транспорт
Через посёлок проходят автодороги 52К-7 и 52К-26, которые связывают Горьковское с городами Омск и Калачинск,  крупными сёлами района.
В посёлке действует автовокзал.